# Liste der denkmalgeschützten Objekte in Strengberg
Die Liste der denkmalgeschützten Objekte in Strengberg enthält die 9 denkmalgeschützten, unbeweglichen Objekte der Marktgemeinde Strengberg im niederösterreichischen Bezirk Amstetten.

## Denkmäler
| Foto |                 | Denkmal                                                               | Standort                                | Beschreibung | Metadaten |
| ---- | --------------- | --------------------------------------------------------------------- | --------------------------------------- | --- | --- |
| ja   | Datei hochladen | Schlossanlage Achleiten HERIS-ID: 31359 Objekt-ID: 28303seit 2020     | Limbach 1 Standort KG: Limbach          | → Hauptartikel : Schloss Achleiten bei Limbach f1 | BDA-Hist.: Q1742679 Status: Bescheid Stand der BDA-Liste: 2025-06-30 Name: Schlossanlage Achleiten GstNr.: .2 Schloss Achleiten bei Limbach     |
| ja   | Datei hochladen | Johannes-Nepomuk-Kapelle HERIS-ID: 31362 Objekt-ID: 28306             | Limbachstraße Standort KG: Limbach      | Eine 1781 errichtete Kapelle mit geöffneter Rundapsis und einer Johannes-Nepomuk-Statue.                                                                                                   | BDA-Hist.: Q37941854 Status: § 2a Stand der BDA-Liste: 2025-06-30 Name: Johannes-Nepomuk-Kapelle GstNr.: .1 Johannes Nepomuk Kapelle Strengberg |
| ja   | Datei hochladen | Alte Post, ehem. Mautstation HERIS-ID: 35157 Objekt-ID: 33786         | Markt 10 Standort KG: Strengberg        | Ein mächtiges zweigeschoßiges barockes Bauwerk mit Mansarddach und einer repräsentativen Fassade, das 1689 errichtet und im zweiten Viertel des 18. Jahrhunderts umgebaut wurde.           | BDA-Hist.: Q37961827 Status: Bescheid Stand der BDA-Liste: 2025-06-30 Name: Alte Post, ehem. Mautstation GstNr.: 706/4 Rathaus Strengberg       |
| ja   | Datei hochladen | Pfarrhof HERIS-ID: 31356 Objekt-ID: 28300                             | Markt 28 Standort KG: Strengberg        | Ein Bauwerk mit Walmdach und historistischer Fassade aus der zweiten Hälfte des 19. Jahrhunderts.                                                                                          | BDA-Hist.: Q37941834 Status: § 2a Stand der BDA-Liste: 2025-06-30 Name: Pfarrhof GstNr.: 673 Pfarrhof Strengberg                                |
| ja   | Datei hochladen | Ehem. Gasthof Sepp Riedl HERIS-ID: 110930 Objekt-ID: 128691           | Markt 30 Standort KG: Strengberg        | Ein Bauwerk mit einer Kernsubstanz aus dem 18. Jahrhundert und einer spätbiedermeierlicher Fassade aus dem zweiten Viertel des 19. Jahrhunderts.                                           | BDA-Hist.: Q37821284 Status: Bescheid Stand der BDA-Liste: 2025-06-30 Name: Ehem. Gasthof Sepp Riedl GstNr.: 675 Gasthof Riedl Strengberg       |
| ja   | Datei hochladen | Kindergarten, ehem. Altersheim HERIS-ID: 31354 Objekt-ID: 28297       | Schulplatz 1, 2 Standort KG: Strengberg | Ein zweigeschoßiger Bau mit Walmdach, das nach einem Entwurf von Josef Munggenast von 1736 bis 1745 umgebaut und im 19. Jahrhundert aufgestockt wurde.                                     | BDA-Hist.: Q37941823 Status: § 2a Stand der BDA-Liste: 2025-06-30 Name: Kindergarten, ehem. Armenhaus GstNr.: 626/1 Altersheim Strengberg       |
| ja   | Datei hochladen | Kath. Pfarrkirche Mariae Himmelfahrt HERIS-ID: 31352 Objekt-ID: 28294 | Standort KG: Strengberg                 | Eine spätgotische Hallenkirche mit einem im Kern mittelalterlichen vorgestellten Westturm. Der Chor wurde nach 1507 errichtet und in der zweiten Hälfte des 17. Jahrhunderts barockisiert. | BDA-Hist.: Q37941814 Status: § 2a Stand der BDA-Liste: 2025-06-30 Name: Kath. Pfarrkirche Mariae Himmelfahrt GstNr.: 702 Pfarrkirche Strengberg |
| ja   | Datei hochladen | Gnadenstuhl HERIS-ID: 31357 Objekt-ID: 28301                          | Standort KG: Strengberg                 | Eine toskanische Säule mit einer doppelseitigen Gnadenstuhl-Steinfigur am östlichen Ortsausgang, um 1680.                                                                                  | BDA-Hist.: Q37941845 Status: § 2a Stand der BDA-Liste: 2025-06-30 Name: Gnadenstuhl GstNr.: 838/1 Pestsäule Strengberg                          |
| ja   | Datei hochladen | Ortskapelle Mariae Himmelfahrt HERIS-ID: 31363 Objekt-ID: 28307       | Standort KG: Au                         | Eine 1852 errichtete Kapelle mit einem Dachreiter im Westen und einer rechteckigen Sakristei im Osten. An der Nordwestecke sind Hochwassermarken ab 1862 angebracht.                       | BDA-Hist.: Q37941866 Status: § 2a Stand der BDA-Liste: 2025-06-30 Name: Ortskapelle Mariae Himmelfahrt GstNr.: 708 Ortskapelle Strengberg       |